# Larisa (luna)
Larisa (grško Λάρισσα, latinizirano: Larisa) je Neptunov notranji naravni satelit.

## Odkritje in imenovanje
Luno Lariso so odkrili Harold J. Reitsema, William B. Hubbard, Larry A. Lebofsky  in David J. Tholen 24. maja leta 1981.  Odkritje so objavili na osnovi okultacije z nekatalogizirano zvezdo (trajanje zakritja zvezde je bilo samo 8,1 sekund).
Takrat je dobila začasno ime S/1981 N 1.
Odkritje je bilo objavljeno 29. maja 1981.
Ime je dobila 16. septembra 1991
po Larisi, ljubici Pozejdona iz grške mitologije. Luno so potrdili tudi posnetki, ki jih ja naredil Voyager 2 v letu 1989. Takrat je dobila oznako S/1989 N 2.

## Lastnosti
Luna Larisa ima zelo nepravilno obliko. Na površini se vidi veliko kraterjev brez znakov geološkega delovanja. Zelo malo je znanega o njej. Verjetno je podobno, kot ostale lune znotraj tirnice Tritona, nastala z združevanjem delcev nekega Neptunovega satelita, ki je razpadel zaradi motenj, ki jih je povzročala luna Titan.

Ker je njena tirnica bliže Neptunu kot bi bila sinhrona tirnica, se zaradi delovanja plimskih sil počasi približuje Neptunovi atmosferi, kjer bo razpadla. Možno je tudi, da bo razpadla v planetni obroč, ko se bo spustila pod Rocheevo mejo.